# Головний мозок

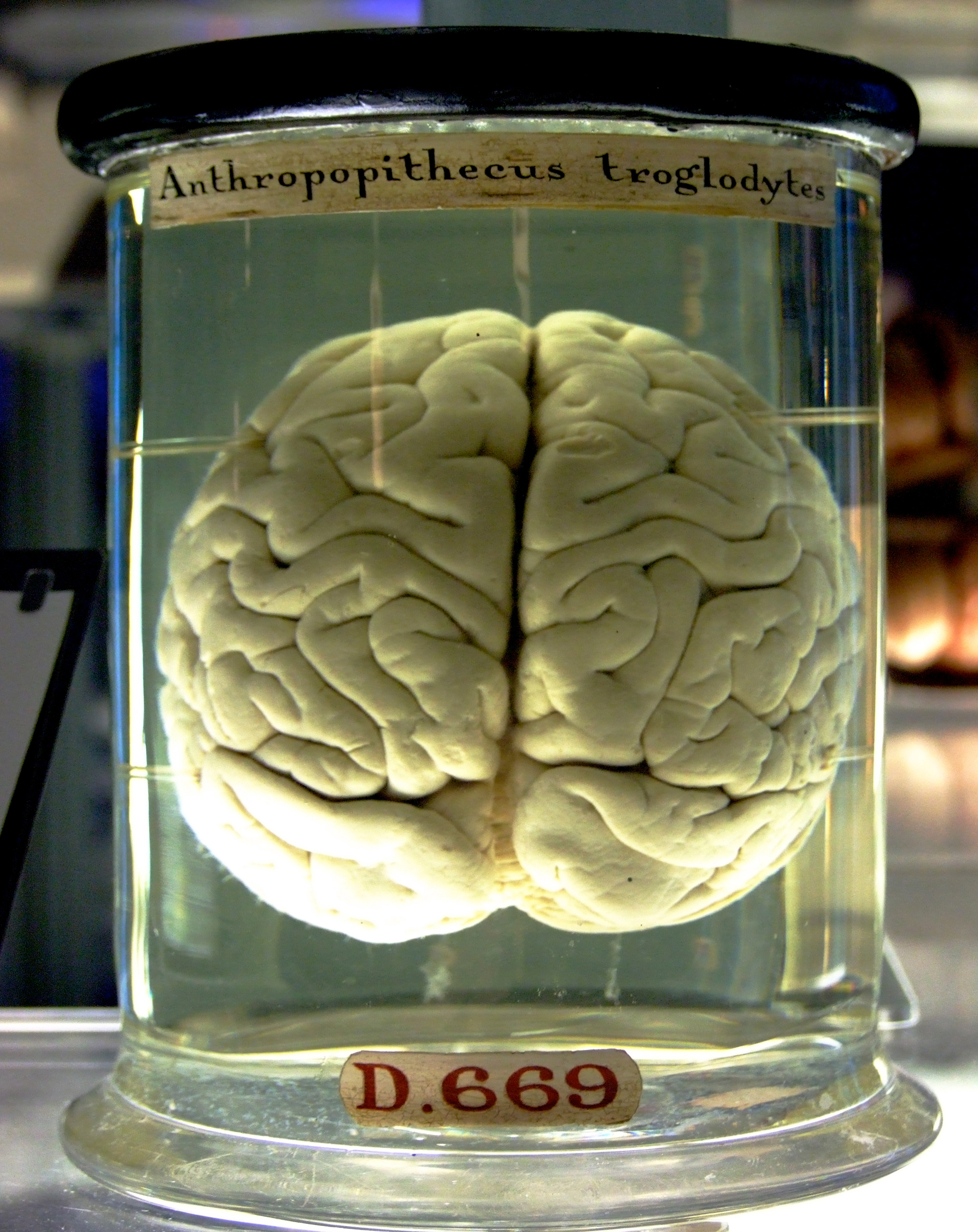
Головний мозок шимпанзе

Головни́й мо́зок (лат. cerebrum; також лат. encephalon від дав.-гр. ἐγκέφαλος — «усередині голови») — головний відділ центральної нервової системи (невраксису) всіх хребетних тварин, у яких він міститься в «коробці» — черепі. Також головний мозок зустрічається у багатьох безхребетних тварин з різним типом нервової системи. Процес еволюційного формування головного мозку має назву «цефалізація».
Мозок складається з різних типів нейронів, які формують сіру речовину мозку (кора та ядра). Їхні відростки (аксони та дендрити) утворюють білу речовину. Біла та сіра речовини, а також нейроглія, формують нервову тканину, з якої, в тому числі, утворений і головний мозок. Нейрони мозку комунікують між собою та з нейронами інших відділів нервової системи завдяки універсальним нервовим зв'язкам — синапсам.

Фронтальна частина головного мозку

Структури мозку відповідають за виконання найрізноманітніших задач: від контролю вітальних (життєвих) функцій до вищої психічної діяльності.

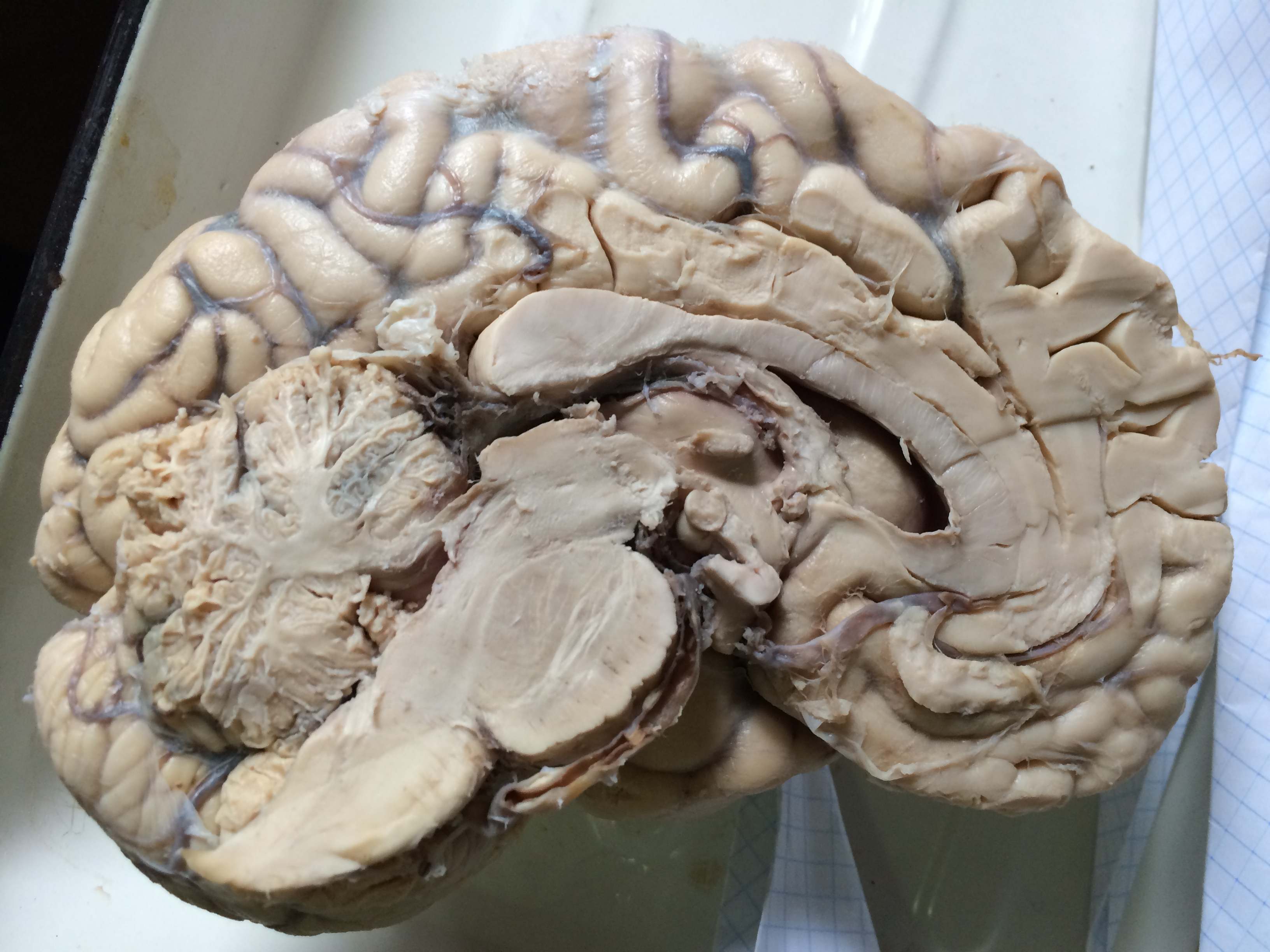
Сагітальний розріз людського мозку

## Ембріогенез

### Розвиток мозку у безхребетних

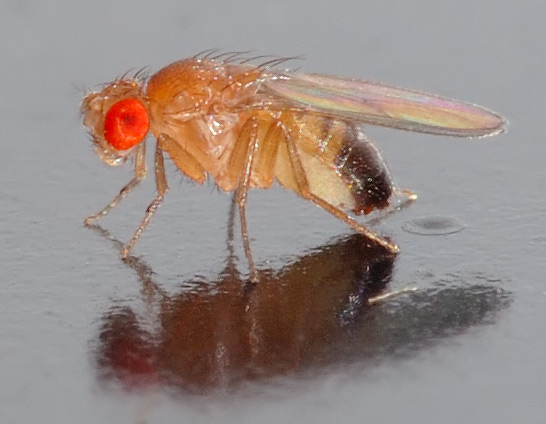
Дрозофіла

Розвиток центральної нервової системи (ЦНС) та гангліїв у безхребетних має певні подібні риси до хребетних. Насамперед нервова система у них є похідним ектодерми. По-друге, ЦНС утворюється внаслідок міграції нейронів. Різниця полягає в тому, що у хребетних ектодерма, з якої виникне ЦНС, розміщена дорсально. Досліди на дрозофілах та Caenorhabditis elegans показали, що «нервова» ектодерма або розміщена вентрально (дрозофіла), або мігрує з латеральної сторони до передньої (C. elegans), а після занурюється в товщу ембріона. Наступна стадія — це формування «мозку», тобто конгломерація нейронів у передній ганглій.

### Розвиток мозку у хребетних

#### Формування анатомічних структур

Схематичне зображення мозкових міхурів і їх похідних

Нервова система хребетних є похідною нервової пластинки, а вона, у свою чергу, також є похідною ектодерми. Згодом нервова пластинка перетворюється у нервову трубку. У середині трубки утворюється такої ж форми порожнина — невроцель. Саме в краніальній ділянці нервової трубки і розвивається мозок. Однак, слід зауважити, що мозкове потовщення присутнє ще у нервовій пластинці. Нервова трубка складається з пластинок: вентральної, дорсальної та бічної. Латеральна пластинка по своїй довжині поділена межувальною борозною (борозною Гіса) на вентральнолатеральну (базальну) та дорсолатеральну (алярну (крилову)) пластинки. Ці пластинки при подальшому розвитку виявляють у спинному мозку, довгастому та середньому. З базальної пластинки утворюватимуться моторні компоненти, з алярної — чутливі.

Формування та розміщення мозкових міхурів на прикладі людського шеститижневого ембріона

Першим етапом розвитку головного мозку є поява передньої складки мозку (лат. plica ventralis encephali). Вона ділить наявне потовщення на два «регіони»: archencephalon, який розміщений перед нотохордою та deuteroencephalon, який розміщений позаду неї. Наступна стадія розвитку — це стадія трьох первинних міхурів: переднього мозку (лат. prosencephalon), середнього мозку (лат. mesencephalon) та ромбоподібного мозку (лат. rhombencephalon). Перший міхур є похідним archencephalon, інші два — deuteroencephalon. Стадія трьох міхурів переходить в стадію п'яти третинних: передній мозок ділиться на кінцевий мозок (лат. telencephalon) та проміжний мозок (лат. diencephalon); ромбоподібний мозок ділиться на задній (лат. metencephalon) та довгастий (лат. myelencephalon seu medulla oblongata). Середній мозок не ділиться. Надалі задній мозок дає початок мозочку та мосту (останній розвивається тільки у ссавців). Під час розвитку одні відділи мозку розростаються швидше ніж інші, що спричиняє виникнення (у рептилій, птахів та ссавців) мозкових вигинів: мозкового, мостового (тільки у ссавців та шийного).
Невроцель ромбоподібного мозку перетворюється в четвертий шлуночок, середнього — у водопровід (лат. aqueductus), проміжного — у третій шлуночок і кінцевого — у перший та другий шлуночки.

#### Гістогенез і міграція нейронів

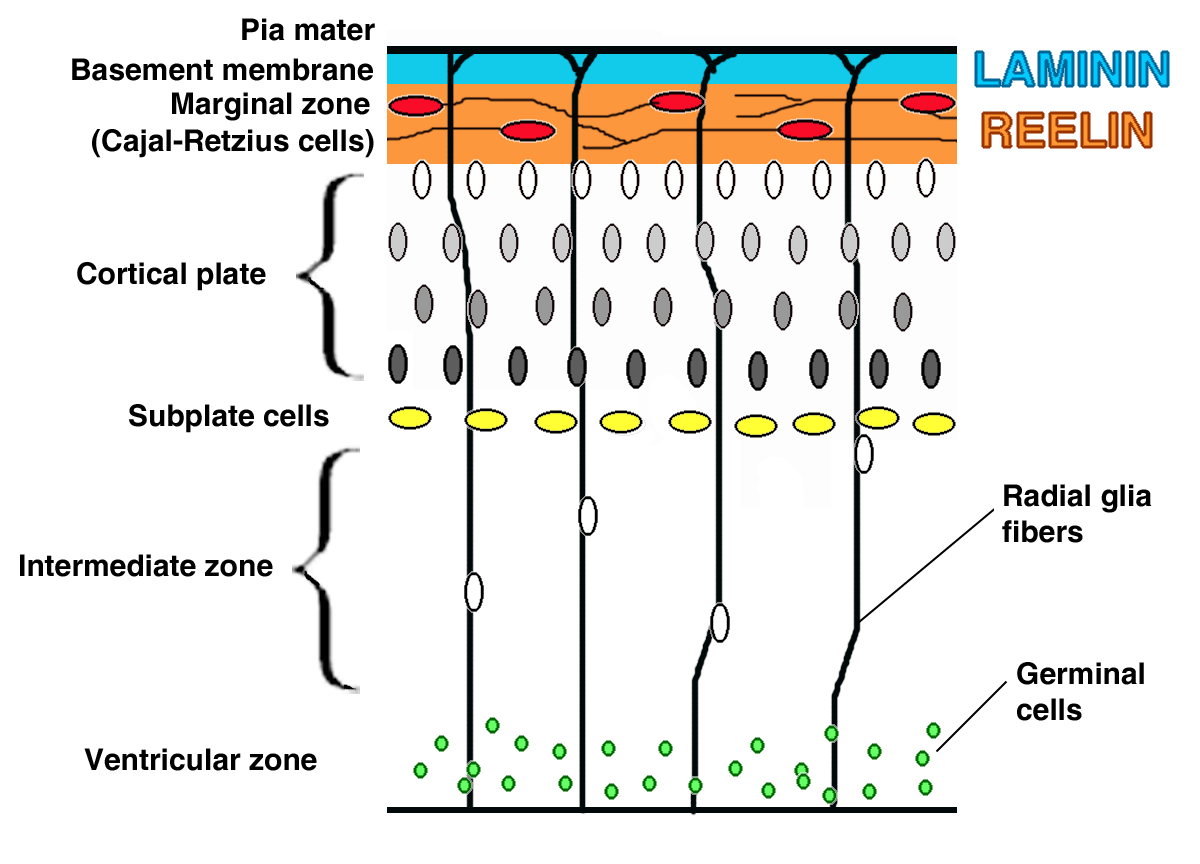
Формування кори у миші

Головний мозок складається з нейронів та глії і має схожі риси гістогенезу зі спинним мозком. Усі клітини головного мозку походять з нейробластів, уся цитоархітектоніка має спочатку однакову для всієї ЦНС тришарову будову — крайовий, мантійний та матричний шари.
Також у головному мозку відбуваються процеси міграції нейронів, яка буває двох типів — радіального, коли нейрони прямують перпендикулярно до вентрикулярної поверхні, та тангенціального, коли цей рух є паралельним. Яскравим прикладом цього є формування неокортексу. Воно полягає в багатоетапній міграції нейронів. Спочатку будова кори аналогічна до інших відділів нервової системи і складається з трьох шарів. Надалі в крайовому шарі виникає популяція специфічних нейронів — клітин Кахаля-Ретціуса. Ці нейрони виділяють декілька контролюючих факторів, які впливають на міграцію нейронів. Найважливіший з них релін. Під його дією майбутні нейрони кори мігрують з вентрикулярної ділянки до маргінального шару, де формують кортикальну пластинку. Ця пластинка в майбутньому стане VI шаром неокортекса. Надалі шари формують в порядку від V до II, тобто чим швидше сформувався шар, тим глибше він розташований. Подібним чином формуються усі відділи мозку, де є пошарова будова.
Ядра в головному мозку формуються у протилежний спосіб: спочатку утворюються більш поверхневі шари, після — глибші.

#### Невромерна теорія та генетичні аспекти

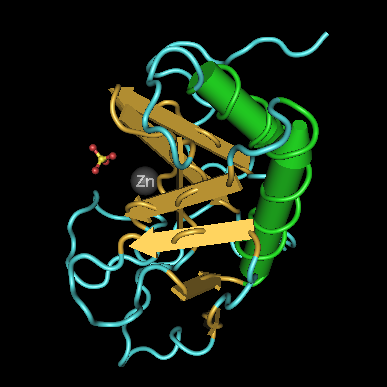
Один з важливих для розвитку нервової системи ген — Sonic hedgehog (Shh)

На початку XX століття сформувалася невромерна теорія. Суть її полягає в тому, що первинні міхурці у свою чергу складаються з менших структур — невромерів. Утворення кожного невромера — це індивідуальна взаємодія кількох генів. Невромерна теорія дійсна для всіх хребетних. Топографічно розрізняють ромбомери, тобто невромери ромбоподібного мозку, мезомери (середнього) та прозомери (переднього). Гени, які беруть участь в утворенні різних відділів та невромерів називаються гомеобокс-генами. Гомеобокс — це ген, який регулює ембріональний розвиток. Існує багато типів та класів гомеобоксів, серед яких HOX-гени, POX-гени, engrailed-гени, Wnt-гени, Nkx-гени.
Гени та кодовані ними білки мають вплив не тільки на стадії мозкових міхурців. Так, утворення нервової пластинки не можливе без синтезу прехордальною мезодермою хордину. Він інгібує остеоморфні протеїни (BMP), які не дають сформуватися пластинці. Роль остеоморфних білків не є тільки інгібуючою. Вони синтезуються дорсальною пластинкою нервової трубки та сприяють формуванню крилової пластинки. Вентральна пластинка синтезує Shh, який відповідає за формування базальної пластинки та очей.
Слід зазначити, що гомеобокс-послідовність зустрічається не тільки у хребетних, а і у безхребетних (наприклад, у дрозофіли).

## Клітинна організація головного мозку

### Клітинний склад

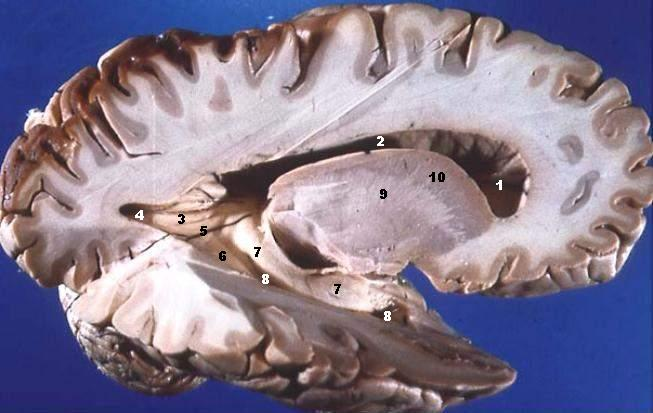
Сіра та біла речовини головного мозку

У безхребетних до складу переднього ганглія входять тільки нейрони. Головний мозок хребетних складається з двох основних типів клітин: нервових (нейрони, або нейроцити) та клітин нейроглії.
Нейрони в різних відділах мозку мають різну форму, тому нейронний склад головного мозку дуже багатий: пірамідні та непірамідні (зернисті, клітини-канделябри, кошикові, веретеноподібні) клітини кори головного мозку; в мозочку містяться клітини Пуркіньє, Лугаро; клітини Гольджі I та II типів, які можна знайти в ядрах. Їх функція — це сприймання, опрацювання та передача сигналів від та до різних частин тіла.
Нейроглія ділиться на макроглію, епендимну глію та мікроглію. Перші дві глії є спільного з нейронами походження. Походження мікроглії моноцитарне. Епендимна глія складається з епендиміоцитів. Ці клітини вистеляють шлуночки головного мозку і беруть участь в утворенні гемато-енцефального бар'єру (ГЕБ) та продукуванні спинномозкової рідини. Макроглія складається з астроцитів та олігодендроцитів. Ці клітини забезпечують фізичну опору для нейронів, беруть участь в регуляції метаболізму, забезпечують відновні процеси після пошкоджень. Астроцити входять до складу ГЕБу. Клітини мікроглії виконують фагоцитарну функцію.
Клітини мозку та їх відростки формують сіру та білу речовини. Вони названі так через характерний колір, який притаманний їм під час розтину. Сіра речовина складається з тіл нейронів і представлена корою та ядрами. Біла речовина утворюється з мієлінізованих відростків клітин. Саме мієлін надає їм білого кольору.

### Цито- та мієлоархітектоніка
Під цитоархітектонікою розуміють топографію та взаємне розміщення клітин, що утворюють шари та будову цих шарів. Область мієлоархітектоніки — відростки нервових клітин, які формують смужки. У головному мозку ділянками з пошаровою будовою виступають кора (особливо неокортекс), пластинка покрівлі середнього мозку та мозочок. Окрім них пошарову будову мають і ядра, що розміщені в товщі білої речовини головного мозку. Для прикладу пошарової будови наведена цитоархітектоніка неокортексу, яка є наступною:
- перший шар — це молекулярний шар, який доволі бідний на нейрони (зірчасті клітини та клітини Кахаля-Ретціуса) і в ньому переважають відростки клітин інших шарів
- другий шар називають зовнішнім зернистим шаром через велику кількість зернистих клітин в ньому
- третій шар — зовнішній пірамідний шар; свою назву отримав також через своєрідний вигляд клітин, які містяться в ньому
- четвертий шар — внутрішній зернистий шар і в ньому містяться зернисті та зірчасті клітини
- п'ятий шар — це гангліонарний шар, який містить клітини Беца
- шостий шар — поліморфний (через велику кількість різних нейронів)

Функціональною одиницею кори мозку є мозкова колонка. Вона являє собою сегмент, в якому проходить кортико-кортикальне волокно.
Також з цитоархітектонікою у людини та деяких інших досліджених тварин пов'язані поля — функціональні зони кори, які пов'язані з виконанням певної функції та мають певну клітину структурну будову.

## Анатомія

### Основні структури
Стовбур мозку включає: довгастий мозок, міст і середній мозок.

#### Довгастий мозок
Довгастий мозок є тією частиною головного мозку, яка у великій мірі своєю будовою подібна до спинного мозку. Так, сіра речовина довгастого мозку оформлена у вигляді ядер, які розміщені між пучками білої речовини. Біла речовина довгастого мозку — це різноманітні висхідні та низхідні шляхи, які формують такі утвори як оливи, піраміди, цибулино-таламічний шлях, спинномозкову петлю. Ядра діляться на ядра черепних нервів та центри життєво важливих функцій. Вздовж усього довгастого мозку, і аж до проміжного, розміщена ретикулярна формація. Всередині довгастого мозку розміщений четвертий шлуночок.

#### Міст
Міст (лат. pons) наявний тільки у ссавців (хоча зв'язки, схожі на мостові, наявні і у птахів). Складається з покришки та основи. У покришці проходять волокна від кори до мозочка та спинного мозку, розміщені мостові ядра.В ньому також містяться ядра черепних нервів, власні ядра та пневмотаксичний центр (частина дихального центру). Саме до мостових ядер прямують волокна від кори і відходять волокна до контрлатеральної половини мозочка. Прямуючи до мозочка вони перетинають серединну лінію і об'єднують дві протилежні половини в один утвір, виконуючи роль своєрідного «моста».

#### Середній мозок
Середній мозок разом з довгастим мозком та мостом формує стовбур головного мозку. Він складається з пластинки покрівлі (лат. lamina tecti) (даху (лат. tectum)), покриву (лат. tegmentum), ніжок мозку (лат. crura cerebri) та перешийку (лат. isthmus) (питання топографічної приналежності перешийку відкрите: його відносять і до моста, і до середнього мозку, і визнають як окрему структуру). Ніжки мозку з покривом утворюють ніжки мозку (лат. pedunculi cerebri). Кожен з цих регіонів містить певні групи ядер та анатомічні утвори. Так, у перешийку міститься блакитна пляма (важливий центр бадьорості та напруги, який бере участь у регуляції сну та активності, складове ретикулярної формації), ядро перешийку, ядро блокового нерва. Покрив розміщений на вентральній стороні стовбура головного мозку. Він ділиться чорною субстанцією (лат. substantia nigra) на власне покрив та ніжки мозку. Тут також міститься велика кількість ядер: середньомозкове ядро трійчастого нерва, ядра III пари черепних нервів, важливе для екстрапірамідної системи червоне ядро (лат. nucleus ruber), поздовжній медіальний пучок (лат. fasciculus longitudinalis medialis), бічний валик (лат. torus lateralis). Дах складається із зорових часток (лат. lobi optici) (у ссавців — верхні горбки) та півмісяцевих валиків (лат. tori semicirculari) (у ссавців — нижні горбки). У променеперих риб у пластинці покрівлі наявний ще й поздовжній валик (лат. torus longitudinalis). Через наявність цих горбків дах називають ще чотиригорбковим тілом. Така будова середнього мозку характерна для більшості хребетних. Однак, в середнього мозку променеперих риб, як вже було сказано, наявні унікальні для них утвори, а саме поздовжній та бічний валики.

#### Сітчасте утворення
Сітчасте утворення (formatio reticularis) простягається вздовж усього стовбура мозку (а також вздовж спинного мозку). У хребетних воно виконує важливі функції: регуляція сну та уваги, м'язового тонусу, узгодження рухів голови та тулуба, співдружність виконання дій, регуляція імпульсів (їхнє блокування або навпаки), що прямують до та з кори. У більшості хребетних його шляхи тісно пов'язані з кінцевими аналізаторами і є головними шляхами контролю за тілом; тільки у ссавців ретикулярні тракти поступаються за важливістю кортикальним. Розвиток різних структур ретикулярної формації мінливий у межах навіть родини, однак є декілька спільних для всіх хребетних рис. Так, у сітчастому утворенні можна розрізнити три клітинні стовпи: латеральний парвоцелюлярний (малоклітинний), проміжний магноцелюлярний (великоклітинний) та медіальний стовп шва. Перший стовп — аферентний, інші два — еферентні. По-друге, до складу ретикулярної формації входять різні групи нейронів — ядра. У безщелепних їх розрізняють чотири: нижнє, середнє та верхнє сітчасті ядра та середньомозкове сітчасте ядро. У решти хребетних цей поділ складніший (з кожним роком описуються нові ділянки, які можуть належати до утворення):
- нижньому сітчастому ядру відповідають вентральні, дорсальні, латеральні, гігантоклітинні, парвоклітинні ядра та ядро шва
- середньому та верхньому сітчастим ядрам відповідають ніжкомостове ядро, ядро шва, каудальне та оральне мостові ядра, блакитна пляма, клиноподібне ядро
- середньомозковому сітчастому ядру відповідає підклиноподібне ядро

Окрім цих ядер, на ссавцях вивчена ділянка, яку назвали проміжномозковим сітчастим ядром, яке являє собою тоненьку смужку нейронів у проміжному мозку. До цього вважалося, що у проміжному мозку сітчастої формації немає. Шляхи сітчастої формації поділяються на два типи: висхідні аферентні та низхідні еферентні.

#### Мозочок та мозочкоподібні структури

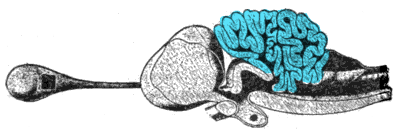
Мозочок акули (забарвлений в блакитний колір)

Мозочок є похідним алярної пластинки, яке розташоване над четвертим шлуночком. Його розвиток пов'язаний з рецепторами гравітації, вестибулярним апаратом та необхідністю підтримувати рівновагу. Розвиток мозочка хоч і різниться серед хребетних та все ж можна виділити стандартну модель його побудови: найчастіше він складається з тіла, або черв'яка, (лат. vermis) та вушок мозочка (лат. auriculi cerebelli), які у тетраподів називають клаптиком (лат. flocculus). У ссавців та птахів з'являється третій відділ — півкулі.. У більшості безщелепних (виняток — це міноги) мозочок відсутній. Найкращого розвитку мозок досягає у птахів та ссавців. Мозочок складається з сірої (кори) та білої речовин (волокна); кора утворює три шари: поверхневого молекулярного шару, внутрішнього зернистого та шару клітин Пуркіньє, що розміщений між ними. В ньому можна виокремити три філогенетичні частини (хоча такий поділ залишається спірним): стародавній, старий та новий мозочки; останній наявний у ссавців (наявність у птахів залишається в полі дискусії). Анатомічно стародавній мозочок відповідає тілу (у ссавців — черв'яку), старий мозочок — вушкам (клаптику і пов'язаному з клаптиком вузликові (лат. nodulus)), новим мозочком називають його півкулі. Існує третій поділ мозочка — фізіологічний. Так, до стародавнього мозочка прямують волокна пропріоцептивної чутливості від спинного мозку, тому його називають спинномозкомозочок, він реагує на силу гравітації. Старий мозочок пов'язаний з акустичними волокнами і називається присінкомозочком. Новий мозочок називається мостомозочком, до нього прямують волокна від кори кінцевого мозку, і він забезпечує синхронність м'язів при складних рухах. Також мозочок набуває різної форми в різних класів: так тіло в амфібій та черепах представлене у вигляді пластинки, для решти хребетних характерна складчаста форма.
Особливої будови мозочка у костистих риб, в яких наявні особливі для них утвори (мозочкоподібна структура, яка називається поздовжнім валиком, мозочковий клапан, латеральне ядро клапану).
У деяких хребетних окрім канонічного мозочка можна знайти і так звані мозочкоподібні структури, які мають подібну до мозочка структуру та виконують подібні функції. До них належать поздовжній валик, мозочковий гребінь та частка латеральної лінії. Подібну до мозочкової структуру мають задні присінкові ядра, які пов'язані з VIII парою черепних нервів.

#### Проміжний мозок
Будова проміжного мозку у всіх хребетних подібна і складається з чотирьох частин: вентрального та дорсального таламусів, епіталамуса та гіпоталамуса. У кожному з цих відділів міститься велика кількість ядер, волокон та інших анатомічних утворів, які дозволяють таламусу виконувати його функції: бути важливим підкірковим центром практично всіх чутливостей (окрім нюху), бути важливою «вузловою станцією» для нервових шляхів, які прямують до кори мозку, бути важливим вегетативним та нейрогуморальним центром. У свою чергу ці частини мають свої складові:
- Епіталамус (лат. epithalamus) є центром регуляції циркадних ритмів і в більшості хребетних складається з двох частин — шишкоподібної залози та повідка (лат. habenula).[18] У деяких хребетних (безщелепні, деякі змії) міститься третя частина — паріетальний орган («третє око»).

- Гіпоталамус (лат. hypothalamus) є важливим нейрогуморальним центром і пов'язаний з гіпофізом. Також в гіпоталамусі містяться соскоподібні тільця (лат. corpora mammilaria), які входять до складу лімбічної системи. З гіпоталамусом також пов'язана преоптична зона з її ядрами та зоровий перехрест (лат. chiasma opticum) оптичних нервів.

- Дорсальний таламус є основним колектором усіх чутливих шляхів, які прямують до кінцевого мозку. У ньому міститься велика кількість (правдиве стосовно амніотів; у анамній — три групи ядер) ядер та ядерних груп. У всіх хребетних дорсальний таламус може бути розділений на дві основні частини: на ту, яка зв'язана з петлями (трійчастою, медіальною, спінальною), та на ту, яка зв'язана з шляхами, що прямують із середнього мозку.

- Вентральний таламус також пов'язаний з чутливими шляхами (зоровими), а також з моторними. У ссавців він поділяється на субталамус (лат. subthalamus), до якого входять невизначена зона (лат. zona icerta) та субталамічні ядра, та метаталамус (лат. metathalamus), який складається з бічних колінчастих тіл та їх ядер. У нессавців-амніотів в ньому містяться чотири-п'ять ядер (серед них передньобічне та передньоприсреднє ядра). У анамній ядер три — передньобічне, передньоприсереднє та проміжного ядер.

Дещо відмінною є номенклатура проміжного мозку у людини. Так, згідно з останньою анатомічною номенклатурою розрізняють п'ять частин: гіпоталамус, субталамус, метаталамус, епіталамус та власне таламус.

#### Базальні ядра
Базальні ядра містяться в товщі білої речовини кінцевого мозку. Філогенетично та функціонально розрізняють дві системи — стріарну та палідарну (разом утворюють стріопалідарну систему). Вони складають основну частину базальних ядер. Розрізняють вентральний та дорсальний стріопалідарні комплекси. До переднього комплексу входять прилегле ядро та нюховий горбик (передній стріатум) та передній палідум. До заднього комплексу входять хвостате ядро з огорожею (задній стріатум) та бліда куля (задній палідум). До базальних ядер також часто відносять мигдалеподібне тіло (стосується ссавців), чорну речовину, іноді субталамічне ядро .

#### Кора головного мозку (плащ)
Кора головного мозку (лат. cortex) є вищим центром нервової системи, який підпорядковує решту відділів ЦНС. Через те, що вона вкриває півкулі кінцевого мозку її називають плащем (лат. pallium). Топографічно та генетично розрізняють три відділи (або їх гомологи), які наявні у всіх хребетних (але з різним ступенем розвитку, особливо це стосується неокортексу): латеральний, медіальний та дорсальний плащі. Латеральний плащ — це нюхова кора, медіальний — кора морського коника, дорсальна — це кора півкуль. Генетичні досліди на тваринах показали існування четвертого відділу — переднього. На цей час існує і філогенетична класифікація кори (як піддається сумніву), відповідно до якої існує стародавня кора, або плащ, стара кора та нова кора (вони відповідають відповідно медіальному, латеральному та дорсальному плащам). Новий плащ має шестишарову нейронну структуру (ізокортекс), в той час як старий та стародавній — тришарову нейронну структуру (алокортекс). Варто зазначити, що дорсальний плащ є у всіх хребетних, але він не у всіх тварин покритий неокортексом.
У більшості ссавців, особливо у приматів, і, звичайно, у людини, новий плащ настільки розрісся, що для того, аби його вмістити, мозок набув звивин. Вони збільшують площу кори, при цьому об'єм мозку вміщається в черепі. На поверхні півкуль можна розрізнити основні звивини та такі, що є мінливими або індивідуальними. Мозок із звивинами називається гіренцефальним, без звивин — лізенцефальним. Також неокортекс має функціональну топіку: розрізняють моторну кору, сенсорну, префронтальну та інші. У людей та приматів, як вже було сказано, були досліджені певні функціональні цитоархітектонічні поля.

#### Лімбічна система
Медіальний плащ (в даному контексті розуміється гіпокамп, який вона вкриває) наявний у всіх хребетних та пов'язаний насамперед з нюхом. У нижчих хребетних до нього також надходять волокна з дорсального таламуса. Проте, якщо говорити про ссавців, то гіпокамп, разом з деякими іншими структурами є пов'язаним не тільки із рецепцією, але ще й з низкою важливих функцій: пам'яттю, мотивацією, запам'ятовуванням, емоціями, сексуальною поведінкою. Система, яка відповідає за ці функції називається лімбічною (від лат. limbus — край). До неї входять такі структури: гіпокамп, мигдалеподібне тіло, соскоподібні тіла, парагіпокампальна, поясна та зубчаста звивини, прилегле ядро, передня група таламічних ядер.

#### Нюховий мозок та нюхова цибулина

Конфокальна мікрофотографія GFP-позитивних нейральних клітин-попередників (зелений колір) нюхової цибулини щура. RECA-1-позитивні кровоносні судини (червоний колір).

Нюховий мозок (лат. rhinencephalon) вважають філогенетично найстарішою частиною кінцевого мозку. Окрім безпосередньо сприйняття та аналізу інформації пов'язаної з нюхом, він також пов'язаний з деякими важливими функціями, особливо з емоційною та сексуальною поведінкою (більшість тварин орієнтуються на нюх, коли шукають партнера для продовження роду). До нюхового мозку входять такі структури: нюховий нерв та нюхова цибулина, які є по суті периферичним продовженням мозку, нюхові звивини, нюховий трикутник, передня пронизана речовина. З нюховим мозком пов'язаний латеральний плащ (палеокортекс).

#### Інші структури мозку
У даному розділі перелічені структури головного мозку, які пов'язані з головним мозком, потрібні для його нормального функціонування, однак, або мають відмінне з мозком ембріональне походження, або відмінний клітинний склад:
- Шлуночкова система — подібна у всіх хребетних і складається з бічних шлуночків кінцевого мозку, третього шлуночка в проміжному мозку, водопроводу Сільвія в середньому мозку та четвертого шлуночка заднього мозку, який з'єднується з каналом спинного мозку та підпавутинним простором.
- Циркумвентрикулярна система — система, яка контролює кількість та склад ліквору. Система представлена спеціалізованими органами, кількість яких різна в різних класів (чотири-п'ять у анамніотів, рептилії і ссавці мають шість таких, птахи — дев'ять).
- Мозкові оболони — сполучнотканинні покриви головного мозку в хребетних. У риб наявна тільки одна оболона — примітивна. У амфібій і рептилій їх вже дві — зовнішня тверда мозкова оболона (лат. dura mater) та внутрішня вторинна оболона. У птахів та ссавців є вже три повноцінні оболони — зовнішня тверда, внутрішня м'яка (лат. pia mater) та проміжна павутинна (лат. arachnoidea mater). Оболони також формують цистерни і синуси головного мозку.
- Гематоенцефалічний бар'єр — це бар'єр між спинномозковою рідиною та кров'ю, який утворений клітинами стінки капілярів, астроцитами, макрофагами, та необхідний для запобігання потрапляння інфекції в мозок.

## Порівняльна анатомія

### Тварини без головного мозку
Утворення головного мозку безпосередньо залежало від складнішого розвитку нервової системи як регулятора поведінки та гомеостазу. Найпростіша нервова система — дифузна. Вона являє собою сукупність нейронів, які рівномірно розміщені по тілу та контактують лише з сусідніми нейронами. Головне її призначення — сприймати подразник (чутливий нейрон) та передавати сигнал на м'язові клітини (мотонейрон). Головний мозок відсутній, його роль локально виконують ганглії. Така нервова система характерна для Кишковопорожнинних (Coelenterata).

### Мозок безхребетних

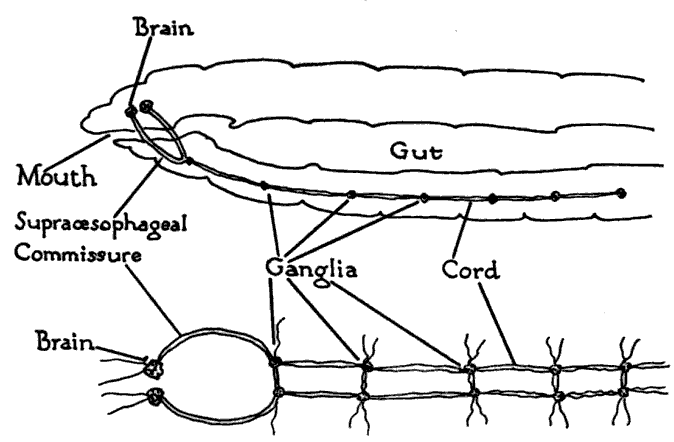
Нервова система дощового черв'яка (належить до кільчастих червів)

Нервова система Arthropoda

У плоских червів (Platyhelminthes) уже наявне нервове потовщення в головній частині — ганглій, що виконує роль примітивного мозку, і від якого відходять нервові стовбури (ортогони). Розвиток цього «мозку» коливається в межах самого типу, а то і окремих класів. Так, у різних війчастих червів (Turbellaria) можна спостерігати низький рівень розвитку нервової системи. У деяких представників цього класу парні церебральні ганглії маленькі, а нервова система подібна до такої, яка є в Кишковопорожнинних. В інших плоских червів — ганглії розвинуті, стовбури потужні. В ацеломорфів, які є окремим, але дуже близьким за будовою типом з плоскими червами, нейрони не утворюють ганглій. Загалом можна виділити три закономірності, які ведуть до ускладнення нервової системи та подальшої цефалізації:
- конгломерація нейронів в ганглії та стовбури, тобто певна централізація
- перетворення переднього (церебрального) ганглія у вищий координаційний центр
- поступове занурення нервової системи в глиб тіла для захисту її від ушкоджень.

В усіх класах Плоских червів нервова система побудована за драбинчастим типом. Однак, її розвиток кращий у вільноживучих видів. У паразитів (наприклад, у сисунів) нервова система у великій мірі редукована.
У немертин (Nemertina) нервова система побудована подібно, але з деякими ускладненнями: дві пари церебральних гангліїв (мозок складається по суті з чотирьох часток) та нервові стовбури, які відходять від них. Одна з пар гангліїв розміщена вище іншої. В межах типу трапляються види з примітивним розвитком нервової системи (в них вона розміщена досить поверхнево). У розвинутіших видів нервова система відповідає переліченим вище трьом пунктам.
У скребликів (Acanthocephala) наявний тільки один церебральний ганглій і тоненькі нервові стовбури. Причина такого розвитку нервової системи — це те, що усі черви цього типу є паразитами. Подібна будова мозку і в коловерток (Rotifera), гнастомулід (Gnathostomulida), внутрішньопорошицевих (Entoprocta) та черевовійчастих червів (Gastrotricha).
У круглих (Nemathelminthes) червів теж наявні дві пари церебральних гангліїв — надглоткові та підглоткові. Вони поєднані між собою потужними комісурами (нервові стовбури, що поєднують симетричні ганглії). Нервова система, однак, не має сильної відмінності від аналогічного утвору в попередніх типів, і влаштована за типом ортогона. Не відбувається змін у будові мозку у Кільчастих червів (Annelida). Але окрім парних церебральних гангліїв, які поєднані комісурами, та нервових стовбурів, у кожному сегменті наявний свій нервовий вузол.
У членистоногих (Arthropoda) мозок досягає високого розвитку, але розвиток теж коливається в межах типу. У ракоподібних (Crustacea) та комах (Insecta), а особливо суспільних, він досягає дуже високого розвитку.У типовому мозку членистоногих можна розрізнити три частини: протоцеребрум, який поєднаний з очима, дейтероцеребрум, який є нюховим центром та тритоцеребрум, який іннервує ротові кінцівки, віддає стоматогастричні нерви та поєднується з підглотковим ганглієм. Такий мозок забезпечує складну поведінку комах. У павукоподібних (Arachnida) відсутній дейтероцеребрум. В протоцеребрумі містяться «грибоподібні тіла», які є найвищим асоціативним центром.
У первиннотрахейних (Onychophora) мозок також поділений на три відділи.
У молюсків (Mollusca) відбувається скупчення нервових вузлів. Особливо потужні ці скупчення в головоногих (Cephalopoda), де вони утворюють навкологлоткову нервову масу. Мозок цього класу є найбільшим за розміром серед усіх безхребетних. У ньому можна розрізнити білу та сіру речовини. Головоногі також здатні до досить складної поведінки, а саме утворення умовних рефлексів.

### Хордові: безчерепні та покривники
Хордові об'єднують головохордих, або ланцетників (Cephalochordata), покривників (Urochordata) та хребетних (Vertebrata). Нервова система ланцетника являє собою нервову трубку з каналом в середині. Спереду є розширення — мозковий міхур; в цій ділянці канал є широким і круглим, подібним до шлуночків мозку хребетних. Вузол складається з двох частин: переднього міхурця та проміжної ділянки (англ. intercalated region) В середині міхура наявне потовщення. Передній міхурець пов'язаний з ямкою Кьоллікера (орган нюху), від нього відходять два нерви, які забезпечують чутливою іннервацією ростральну ділянку тіла ланцетника. З проміжною ділянкою пов'язаний орган Гессе — світлочутливий орган. У покривників мозок відсутній. Залишається лише його рудимент — ганглій.

### Хордові: хребетні (Vertebrata)
Головний мозок хребетних тварин містить в мільярди більше нейронів, ніж аналогічний утвір безхребетних. Розвиток мозку тісно пов'язаний з вдосконаленням сенсорних систем та органів, які найкраще розвинуті саме в хребетних тварин. Також розвиток мозку пов'язаний зі все складнішою поведінкою живих істот. Загалом для всіх хребетних тварин характерна саме така «трискладова будова».

#### Типи головного мозку хребетних
Розрізняють чотири основні гілки хребетних (в контексті еволюції): безщелепні, хрящові риби, променепері риби та лопатопері (тетраподи належать до цієї гілки). У кожній з цих гілок можуть траплятися два типи головного мозку. Перший тип головного мозку характеризується слабкою міграцією нейронів під час ембріонального розвитку, тому більшість нейронів пластинкою розміщені біля шлуночків. Такий тип мозку називається «ламінарним», або мозок типу I (бо нейрони ніби пластинкою розміщені біля шлуночків). Другий тип характеризується тим, що нейрони активно мігрують. Внаслідок цього мозок цього типу є більшим в розмірах. Мозок такого типу називається «складним», або мозок типу II.
Наявність чи відсутність міграції випливає на розмір головного мозку, топографію анатомічних утворів, але загалом модуль будови мозку, анатомічні утвори та функція мозку є однаковою для всіх хребетних.
| Гілка                         | Тип I                                             | Тип II                                                                    | Примітки |
| Безщелепі (Agnatha)           | Міноги                                            | Міксини                                                                   | [ 46 ]   |
| Хрящеві риби (Chondrichthyes) | Катраноподібні, Акулоангелоподібні, Химероподібні | Різнозубі акули, Воббегонгоподібні, Ламноподібні, Кархариноподібні, Скати | [ 46 ]   |
| Променепері (Actinopterygii)  | Багатопері, Хрящові ганоїди, Панцирникоподібні    | Костисті риби                                                             | [ 46 ]   |
| Лопатопері (Sarcopterygii)    | Целаканти, Дводишні, Амфібії                      | Плазуни, Птахи, Ссавці                                                    | [ 46 ]   |

Ще є поділ на два типи за морфологічною ознакою. У більшості хребетних тварин кінцевий мозок так званого «увігнутого» типу; такий тип головного мозку характеризується розростанням півкуль над шлуночками, тобто нервова тканина оточує порожнину шлуночків. У променеперих риб розміщення нервової тканини і порожнини дещо інше. Дах шлуночків у них утворений судинною оболонкою. Такий тип кінцевого мозку називають «вивернутим». З ним пов'язана ще одна особливість: гомолог медіального плаща в цих тварин розташовуватиметься латерально.

#### Безщелепні (Agnatha)
Для безщелепних характерна типова будова головного мозку, з трьома основними відділами. У довгастому мозку містяться важливі життєві центри. Наявна ретикулярна формація і її ядра, яких у круглоротих є три. Шлуночкова система розвинута у міног, але дуже слабо розвинута у міксин. Мозочок серед усіх круглоротих наявний тільки в міног, але виявляється тільки гістологічно і має вигляд валика сірої речовини. Середній мозок слаборозвинутий, в ньому відсутні синя пляма, середньомозкове ядро трійчастого нерва, червоне ядро, чорна речовина (але присутній задній горбик). У всіх безщелепних, окрім міксин, наявні півмісяцеві валики. Присутні також зорові частки. У проміжному мозку варто відзначити наявність світлочутливого парапінеального органа в епіталамусі. У міксин відсутній епіфіз. У міног присутній дорсальний таламус, але його ядра ще не ідентифіковані; у міксин не описані волокна таламуса, яка прямують від середнього мозку. Найбільшим відділом проміжного мозку у міног є гіпофіз, який складається з преоптичної ділянки (характерна для всіх хребетних), переднього та заднього гіпоталамусів. У міксин в преоптичній ділянці містяться чотири ядра. У міног наявний стріо-палідарний комплекс, у міксин він ще не описаний. Дорсальний плащ пов'язаний зі сприйняттям нюхової інформації. У міксин до нього не прямують волокна з проміжного мозку (останні два твердження піддані сумнівам рядом дослідників, які ідентифікували волокна, що прямують з проміжного мозку до кінцевого, а також ділянки в кінцевому мозку, які пов'язані з іншими типами інформації).

#### Риби (Pisces)

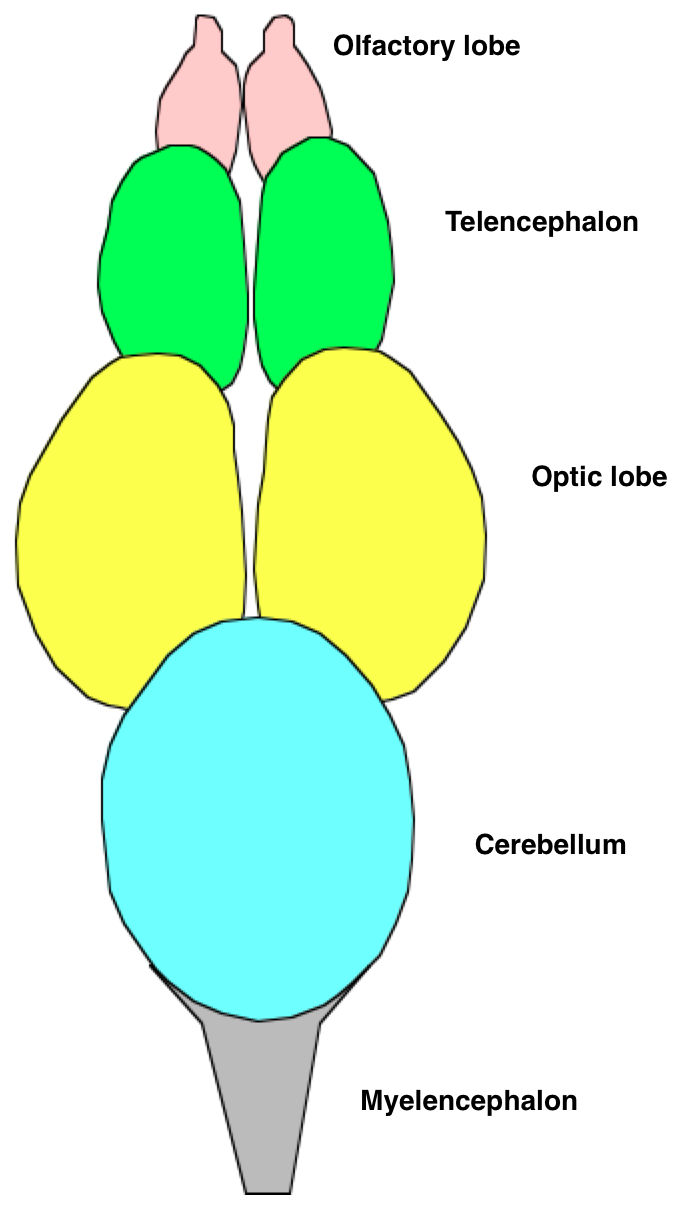
Головний мозок риби

Довгастий мозок у риб не зазнає значних змін у будові. Стосовно мозочка, то у хрящових риб він складається з вушок та тіла. Особливістю їхнього мозку є зернистий шар, який радше нагадує валик, саме тому його називають зернистим підвищенням (лат. eminentia granularis). Таких валиків є по два зверху та знизу і вони обернені в порожнину четвертого шлуночка. У променеперих риб гістологічна будова самого мозочка варіює між двома варіантами: класичним тришаровим та дещо видозміненим у деяких видів, коли клітини Пуркіньє розміщені у клапані мозочка у молекулярному шарі, а зернистий шар утворює підвищення. Анатомічно у таких риб є унікальні для них структури, пов'язані з мозочком: клапан мозочка (лат. valvula cerebelli), який складається із зовнішнього та внутрішнього листків, мозочкоподібна структура — поздовжній валик, додаткове ядро — бічне ядро клапана, хвостата частка, яка розташована вентрально стосовно мозочка. У середньому мозку з особливостей варто відзначити наявність півмісяцевого валика, пов'язаного з бічною лінією. З'являється червоне ядро. У променеперих риб відсутня сіра речовина. У хрящових риб вона є. Наявність синьої плями варіює в різних видів. Також у всіх риб є ще одна катехоловмісна ділянка — задній горбик, який тісно пов'язаний з чорною речовиною, але належить до проміжного мозку. В епіталамусі окрім епіфіза наявний парієтальний орган. У променеперих риб гіпоталамус поділений на передній та задній гіпоталамуси і містить специфічні ядра, характерні для них. Специфічні утвори у гіпоталамусі містяться і у хрящових риб (наприклад, ядро бічної частки, середнє ядро). Кінцевий мозок містить три відділи плаща, але їхня топографія залежить від того, до якого типу мозку належить риба — пластинчастого чи «вивернутого». До дорсального плаща (не є вкритий неокортексом) підходять волокна з проміжного (дорсального таламуса) мозку. Від мозку відходять десять пар «класичних» черепних нервів, світлочутливий нерв в епіфізі, термінальний нерв та нерви бічної лінії.

#### Амфібії (Amphibia)

Мозок земноводних на прикладі жаби

Довгастий мозок без змін. Мозочок, невеликого розміру, складається з тіла та вушок. Для нього характерна класична тришарова гістологічна будова. В середньому мозку, окрім стандартного набору ядер (синя пляма, червоне ядро, середньомозкове ядро трійчастого нерва) наявний задній горбик та півмісяцевий валик. Відсутня чорна речовина. Епіталамус складається з епіфіза та світлочутливого фронтального органа. В дорсальному таламусі наявні три ядра — переднє, середнє та заднє. Гіпоталамус пов'язаний з гіпофізом та преоптичною ділянкою. Плащ кінцевого мозку складається з медіального, латерального та дорсального відділів. До дорсального плаща підходять волокна з таламуса. Також експериментально доведено на жабах існування переднього плаща. Наявні компоненти стріо-палідарної системи.

#### Рептилії (Reptilia)

Загальний план будови мозку рептилій на прикладі мозку крокодила

Довгастий мозок своєю структурою не відрізняються від такої самої структури в амфібій. Розвиток мозочка у рептилій є кращим, крім того, відмінна форма тіла: у черепах тіло плоске, у алігаторів вигнуте, а у ящірок вигнуте і з протилежним розташуванням шарів, коли зернистий шар є зовнішнім шаром. У середньому мозку міститься синя пляма, червоне ядро, середньомозкове ядро трійчастого нерва, з'являється чорна речовина, однак зникає її гомолог — задній горбик. Як і у всіх хребетних наявний півмісяцевий валик, однак тепер він пов'язаний тільки зі слуховими подразненнями. У проміжному мозку у ящірок та гатерій зустрічається тім'яне (парієтальне) око. У дорсальному таламусі міститься велика кількість ядер (практично у рептилій, птахів та ссавців можна знайти ті ж самі групи, або їх гомологи; єдине, що їх різнитиме — різна номенклатура стосовно цих класів тварин), до яких доходять висхідні шляхи. Найбільш випнутою ділянкою, яка отримує сигнал від середнього мозку є кругле ядро. Кінцевий мозок складається зі стріато-палідарного комплексу (переднього та заднього стріо-палідарних комплексів) та плаща (бічного, присереднього та заднього), який у кожному відділі є тришаровим за будовою. Особливістю дорсального плаща в рептилій (і у птахів) є наявність специфічного регіону з великою кількістю ядер та ламінарною будовою — заднього шлуночкового валика (англ. dorsal ventricular ridge). Він поділяється у рептилій на передній, до якого прямують волокна з таламуса, та заднього, до якого підходять волокна з передньої частини валика та, пов'язаного з органом Якобсона, сферичного ядра. Тому, задній плащ у рептилій є двокомпонентним: складається з цього валика та кори заднього плаща.

#### Птахи (Aves)
Дуже доброго розвитку досягає мозочок, тіло якого містить десять складок. Крім того, багато дослідників вважають, що до мозочка птахів припустимо вживати термін «новий мозочок» (тобто частина мозочка, пов'язана з координуванням складних рухів). Ретикулярна формація містить такі ж ядра, як і всіх решту хребетних (окрім безщелепних). Для середнього мозку також характерна наявність усіх типових для амніотів структур: чорної речовини, червоного ядра, синьої плями, півмісяцевого валика. У таламусі міститься велика кількість ядер, характерних для амніотів. Кінцевий мозок є складним за будовою, подібним до кінцевого мозку плазунів. Стріо-палідарний комплекс поділяється на передній та задній. У свою чергу задній стріатум поділяється на бічний та присередній. Плащ складається з латерального, медіального та двох компонентів, які формують дорсальний плащ, плащів. Ці два компоненти — це наявний також у рептилій задній шлуночковий валик та гіперпаліум. Валик у птахів поділяється на нідопаліум, мезопаліум та аркопаліум. Гіперпаліум (інша назва Wulst) пов'язаний зі сприйняттям чутливої інформації, також від нього починаються низхідні шляхи до нижче розташованих відділів ЦНС.

#### Ссавці (Mammalia)
Потужного розвитку отримує мозочок, у якого окрім вушок (клаптика) та тіла виникають півкулі мозочка. І тіло, і півкулі покриті складками. У середньому мозку оптичні частки та півмісяцеві валики називаються відповідно верхніми та нижніми горбиками. Вони тісно пов'язані з бічними (стосується верхніх горбиків) та присередніми (стосується нижніх горбиків) колінчастими тілами; самі колінчасті тіла є складовою проміжного мозку — метаталамусом (вважається різними дослідниками, або окремою складовою проміжного мозку, або частиною переднього). У дорсальному таламусі також міститься велика кількість ядер: колінчаста, передня, задня, бічна та присередня (разом складають передньобічну групу), ретикулярна та інші. У передньому таламусі (саме в субталамусі) також містяться ядерні групи: невизначена зона, підталамічне ядро, поле Фореля. Базальні ядра мають у своєму складі стріо-палідарний комплекс, мигдалепобіне ядро та ядро Мейнерта. Плащ складається з медіального та бічного плащів (тришарова цитоархітектоніка) та нового плаща, покритого неокортексом (шестишарова цитоархітектоніка). Одною з важливих рис мозку ссавців є виникнення звивин. Деякі звивини є специфічними для певних тварин, але більшість є загальними для всіх гіренцефальних ссавців (наприклад, постцентральна звивина, прецентральна звивина, верхня скронева). Також у мозку ссавців можна розрізнити частки — лобну, тім'яну, скроневу, потиличну, острівець, а також лімбічну частку. У звірів наявне мозолисте тіло, яке є містить волокна однієї половини мозку до іншої.

## Функції

### Соматосенсорна система

#### Основні поняття та кооперація відділів
Через відчуття кожна жива істота отримує інформацію про навколишній та внутрішній світи. Мозок є тим центром, який аналізує цю інформацію та перетворює її в дію.
Первинно інформація про подразник надходить з периферії — від рецепторів, далі по нервах, гангліях і аж тоді в ЦНС. У ЦНС висхідними шляхами інформація надходить по черзі до все вище розташованих відділів. Головними такими «центрами» є проміжний та кінцевий мозок. Саме до таламуса, як до «реле», прямують більшість (окрім нюху) видів чутливості; з ядер таламуса волокна шляхів прямують до дорсального плаща та певною мірою до базальних ядер. Кора дорсального (і меншою мірою інших плащів) плаща є найвищим центром аналізу чутливої інформації. Окрім кінцевого та проміжного мозку важливу роль для сенсорної системи відіграє середній мозок, через який прямують важливі зорові (до прикладу, ретино-текто-таламофугальний шлях у променеперих проходить через середній мозок і є за своєю суттю головним зоровим нервовим шляхом), слухові волокна та волокна від бічної лінії.
Таким чином уся сенсорна система, за посередництва шляхів, пов'язана між собою. До прикладу, в довгастому мозку (і спинному) наявні чутливі ядра, які першими в ЦНС сприймають інформацію; далі вона прямує до таламуса; паралельно до таламуса надходять шляхи від середнього мозку; опісля волокна прямують до кінцевого мозку.
Таламус та кінцевий мозок можуть бути поділені на дві частини, це залежить від того, звідки вони отримують інформацію: лемноталамус та лемнопаліум, пов'язані з висхідними волокнами зі спинного мозку та ядер трійчастого нерва (від лат. lemniscus — петля, оскільки такі шляхи утворені різними видами петель — присередньою, трійчастою, бічною та спинномозковою) та колоталамус з колопаліумом, які пов'язані з волокнами, що йдуть від середнього мозку (від лат. colliculus — горбик (горбики середнього мозку)). Такий тип побудови характерний для всіх, за виключенням невеликої модифікації у променеперих риб, хребетних тварин.

#### Соматосенсорна система у різних хребетних
Найкраще досліджена сенсорна система у ссавців. У кінцевому мозку у них наявна соматосенсорна кора (S1), яка є вищим центром аналізу тактильної та больової чутливостей. Щодо меж та форми цієї ділянки то у різних ссавців вона розташована і влаштована різно: у людей вона обмежена зацентральною звивиною, у качкодзьоба займає величезну ділянку кори. Також для цієї ділянки характерна соматотопічна спеціалізація, тобто певна її ділянка аналізує інформацію від певної частини тіла. Щодо птахів та рептилій, то кора їхнього дорсального плаща є певною мірою гомологом такої ж кори у ссавців, проте чітких чутливих ділянок в них віднайти ще не вдалося (хіба що певні дані про регіони, що відповідають за аналіз чутливості лиця в птахів). Теж саме стосується амфібій та риб: у амфібій волокна досягають кінцевого мозку, але чіткої ділянки не утворюють. У променеперих, лопатоперих та безщелепних також знайдені волокна, що прямують до кінцевого мозку і які, як і у випадку з амфібіями, не утворюють чітких соматосенсорних ділянок у корі.
Окрім кори соматотопічна організація спостерігається і у нижчих відділах ЦНС. Так, спинномозкове ядро трійчастого нерва у людини складається з трьох частин, які відповідають за різні ділянки обличчя. У Condylura cristata головне ядро трійчастого нерва розділене на одинадцять ділянок відповідно до одинадцяти рецепторних полів рила.

### Моторна система
Моторна система призначена для відповіді на подразнення. Вона забезпечує реакцію та поведінку живої істоти. Якщо говорити про ссавців, то як і соматосенсорна система, соматомоторна має певну ділянку у корі головного мозку. Таких ділянок є декілька. Для приматів та людини основною моторною ділянкою є прецентральна звивина. Окрім того, залежно від виду, можуть бути наявні додаткові ділянки — додаткова моторна ділянка, передня премоторна ділянка. Варто сказати, що для прецентральної звивини також характерна соматотопіка за прикладом зацентральної звивини. Від кори прямують кірково-спинномозковий та кірково-ядерний шляхи (в унгулятів своєрідний для них шлях — пучок Беглі, який прямує іпсилатерально, а не контрлатерально, як кірково-ядерний шлях).
Щодо птахів, то аналогом моторної ділянки в них можуть виступати скронево-тім'яно-потилична ділянка та певні ділінки гіперпаліума. Шляхи від них виконують аналогічні функції кортико-спінальних та кортико-бульбарних шляхів ссавців. У птахів наявний ще один важливий шлях — потилично-середньомозковий, який по суті є гомологом пучка Беглі.
Щодо анамніотів, то їхня моторна система ще потребує пильного вивчення. Визначені волокна в пластинці покрівлі, волокна від ретикулярної формації, вестибулярних ядер, які прямують до спинного мозку. Щодо моторних ділянок в кінцевому мозку, то це питання потребує детальнішого вивчення.

### Гомеостаз та ендокринологія
Кожна жива істота має певний набір фізіологічних та біохімічних показників, які забезпечують її нормальну життєдіяльність. Під впливом навколишнього середовища та змін в середині самого організму ці показники змінюють своє значення. Якщо вони змінюються занадто сильно, істота може загинути. Під гомеостазом (доречніший термін — гомеокінез) і розуміють здатність організму підтримувати сталість цих показників.
У контексті мозку найважливішою ділянкою, яка контролює багато вісцеральних функцій, а отже і підтримує гомеостаз, є гіпоталамус. У самому гіпоталамусі містяться групи ядер, які виділяють активні гормони; він також анатомічно поєднаний з гіпофізом, який виділяє ще більшу кількість гормонів. Зв'язок гіпофіза та гіпоталамуса не тільки анатомічний, але й функціонально-біохімічний: гіпоталамус виділяє релізинг-фактори, які венозною сіткою (а у кісткових риб та міног — завдяки дифузії) потрапляють до гіпофіза і стимулюють або пригнічують виділення тропного гормону. Тропний гормон діє на тканину-мішень, в якій виділяється гормон, що безпосередньо виконує біологічну функцію (наприклад, адреналін, який пришвидшує серцебиття і звужує судини). Окрім цього прямого зв'язку, існує зворотні зв'язки, які контролюють адекватне виділення гормонів: при збільшенні кількості гормону зменшується кількість тропного гормону і збільшується кількість статину; при зменшенні гормону — збільшується кількість тропного гормону та ліберину.
У гіпоталамусі містяться ядра, які не пов'язані з продукцією гормонів, а з вітальними функціями та підтримкою певних показників гомеостазу. Так, у теплокровних тварин у гіпоталамусі містяться переднє та заднє ядра, які регулюють температуру тіла (переднє відповідає за тепловіддачу, заднє — теплопродукцію). Задньо- та передньомедіальні ядра відповідають за харчову поведінку, агресію.
У довгастому мозку містяться важливі центри — дихальний, ковтання, слиновиділення, блювання, серцево-судинний центр. Ураження цих утворів завершується смертю істоти.
Ще одним відділом, який впливає в певній мірі впливає на гомеостаз є епіфіз. Він через мелатонін та серотонін впливає на циркадні ритми, впливає на дозрівання організму.

### Сон і активність
Сон є характерним практично для всіх живих істот. Наведені дані про те, що подібні до сну стани існують у дрозофіл та C. elegans. Мало вивченим (як і його поширеність) є сон риб та амфібій. Для рептилій, птахів та ссавців сон є обов'язковим періодом життя.
Нейрофізіологія сну найкраще вивчена для птахів і ссавців та є однаковою для цих класів. У сні розрізняють дві фази — фази швидкого та повільного сну. Для першої стадії характерні низький вольтаж та висока частота; для другої стадії — високий вольтаж та низька частота. Під час швидкого сну людина може бачити сни. Вважають, що швидкий сон є характерним тільки для амніотів (в тому числі й рептилій).
Природа сну не вивчена до кінця. Однак, вивчені певні структури головного мозку, які пов'язані зі сном та бадьорістю. Так, на сон впливають гомеостаз та циркадні ритми. Гіпоталамус є основним регулятором гомеостазу, тому впливає і на сон. Супрахіазмальне ядро гіпоталамуса є одним з основних контролерів циркадних ритмів. Гомеостаз і циркадні ритми у своїй взаємодій регулюють сон: добова активність регулюється циркадними ритмами, при цьому, наприклад, під час сну змінюються показники тиску, серцебиття). Важливою ділянкою, яка виступає тригером сну, є преоптична ділянка. При її руйнуванні у тварин, останні втрачали здатність до засипання. Руйнування заднього гіпоталамуса призводить до надмірного сну.
Ще одною важливою системою, яка регулює імпульси, що надходять до кори та гіпоталамуса, є сітчасте утворення (ретикулярна формація). Найважливішими ядрами є синя пляма, оральне мостове ядро, ніжкомостове ядро. Також вважають, що у ссавців активність цих ядер регулює таламічне сітчасте ядро.

### Вокалізація і мова
Усі ссавці, птахи, більшість рептилій та деякі амфібій здатні видавати звуки, за допомогою яких вони можуть спілкуватися з подібними собі, захищати територію, знаходити сексуального партнера. У людини ця здатність є необхідністю для повної інтеграції в соціум і розвинулася настільки, що перетворилася в мову.
Коли говорять про мову, то найперше розуміють здатність говорити, тобто усну мову. У людей центр мовлення розташований в задній третині нижньої лобної звивини домінантної півкулі — це центр Брока. Також людина здатна до розуміння та навчання з почутого — це забезпечує центр Верніке. Також, до утворення мови долучається додаткова моторна ділянка; далі їхні аксони прямують до моторних ядер V, VII, XII та подвійного ядра і власне впливають на артикуляцію. Другий важливий шлях, який включає в себе і емоційну складову мови, прямує від кори поясної звивини до сірої речовини довкола водопроводу в середньому мозку. Це центр є найважливішим центром мовлення для більшості ссавців. У людини він пов'язаний з довгастим мозком, зі шляхами до дихальних м'язів і таким чином залучає дихання до мовлення. Для інших ссавців головними у видаванні звуків є додаткова моторна ділянка, поясна звивина та вище названа сіра речовина довкола водопроводу.
У птахів ділянкою в кінцевому мозку, що відповідає за звукоутворення, є верхній вокальний центр (HVC), зокрема, у деяких папуг його роль виконують інші специфічні утвори. HVC пов'язаний зі слуховою системою. Волокна від HVC прямують до ділянки X та твердого ядра. До твердого ядра також підходять волокна безпосередньо від ділянки X. Надалі волокна прямують до двох мішеней — до частини ядра XII нерва (XIIst), яке відповідає за сирінкс, та до дихального центру. У папуг ця система ускладнена специфічними утворами, але схема її побудови є типовою. У неспіваючих птахів вокально-респіраторний шлях значно спрощений — волокна від заднього нідопаліума прямують до аркопаліума, а звідти до ядер в довгастому мозку.
Деякі жаби також здатні до видавання звуків. Волокна, які контролюють звукоутворення, розпочинаються в передньому стріатумі. Вони прямують до довгастого мозку, до передтрійчастого ядра (або передтрійчастої ділянки; номенклатура різниться у різних видів), а далі до моторних ядер черепних нервів. Деякі волокна прямують також від преоптичної ділянки.

## Еволюція

### Різні теорії та їх критика
Одна з перших теорій, яка пояснювала еволюційний розвиток головного мозку, належить Чарльзу Джадсону Херріку. Він вважав, що мозок попередників хребетних був слабо поділений на відділи. Впродовж свого історичного розвитку мозок у подальших хребетних ставав усе складнішим за будовою. Така теорія ідеально вписувалась в контекст scala naturae і тому на довгий час стала визначальною.
Наступним питанням було для чого утворювалися нові відділи і чому саме такі відділи. Відповідь на це намагався дати Пол Маклін зі своєю теорією «триєдиного мозку». Оскільки мозок людини вважають найрозвинутішим, то саме в людини можна знайти три історичні та функціональні відділи мозку: мозок рептилій (англ. reptile complex, R-complex). Це стовбур головного мозку, який відповідає за основні вітальні функції. Друга складова — мозок давніх ссавців (англ. paleomammalian brain), який є субпаліумом (базальні ганглії та лімбічна система), тому відповідає за такі функції, як емоції, статева поведінка. Останній відділ — мозок нових ссавців (лат. neoomammalian brain). Це — кора, яка забезпечує складну поведінку.

### Українські
- Головацький А. С., Черкасов В. Г., Сапін М. Р., Парахін А. І. Анатомія людини у трьох томах. — Вінниця : Нова Книга, 2007. — Т. 2. — 456 с. — 4000 прим. прим. — ISBN 978-966-382-062-0.

- Чайченко Г. М., Цибенко В. О., Сокур В. Д. Фізіологія людини і тварини. — Київ : Вища школа, 2003. — 463606 с. — ISBN 9666420139.
- Людина. / Навч. посібник з анатомії та фізіології. — Львів. 2002. — 240 с.
- Ми — це наш мозок / Дік Свааб ; [пер. з нім. О. Коцюби]. — Харків : Кн. клуб "Клуб сімейн. дозвілля", 2017. — 496 с. : іл. — Перекладено за вид.: Wir sind unser Gehirn : wie wir denken, leiden und lieben / Dick Swaab (München : Droemer Verlag, 2011). — Абетк. покажч.: с. 491—496. — ISBN 978-617-12-1651-8. — ISBN 978-3-426-27568-9

### Іноземні
- Догель В. А. Зоология безпозвоночных. — Москва : Высшая школа, 1981. — 606 с.(рос.)
- Ann B. Butler, William Hodos. Comperative vertebrate neuroanatomy. Evolution and adaption. — New Jersey : John Wiley & sons, Inc, 2005. — 715 с. — ISBN 0471210056. (англ.)
- John Kaas. Evolutionary neuroscience. — San-Diego : Academic Press, 2009. — 1038 с. — ISBN 978-0-12-375080-8. (англ.)
- Cleveland P. Hickman, Jr. Integrated principles of zoology. — 14-те. — New York : McGraw-Hill Science, 2007. — 928 с. — ISBN 978-0-07-297004-3. (англ.)
- Kenneth V. Kardong. Vertebrates Comparative Anatomy, Function, Evolution. — 6-те. — New York : McGraw-Hill Science, 2011. — 816 с. — ISBN 978-0-07-352424-8. (англ.)
- R. Nieuwenhuys, J. Voogd, C. van Huijzen. The Human Central Nervous System. — 4-те. — New York : Springer, 2008. — 970 с. — ISBN 978-3-540-34684-5. (англ.)
- T. W. Sadler. Medical Embryology — 12th edition. — Philadelphia : Lippincott Williams & Wilkins,, 2012. — 384 с. — ISBN 978-1-4511-1342-6. (англ.)